# Ofelas
Ofelas (griego antiguo ̓Οφέλλας,) fue un macedonio gobernante de Cirene del 322 al 308 a. C. 
Nativo de Pella (Reino de Macedonia), fue uno de los trierarcas de la flota del Indo de Alejandro Magno en el año 327 a. C. Después la muerte del rey macedonio, fue seguidor de Ptolomeo, quien le envió en 322 a. C., al mando de un ejército para tomar partido en la guerra civil que había estallado en Cirenaica. Derrotó al espartano Tibrón y su ejército de mercenarios griegos, libios y cartagineses, que había puesto sitio a Cirene, fue derrotado por el ejército de Ofelas. El macedonio estableció la soberanía del Egipto ptolemaico en Cirenaica. Poco después estallaron nuevos disturbios y Ptolomeo se anexionó completamente Cirene.

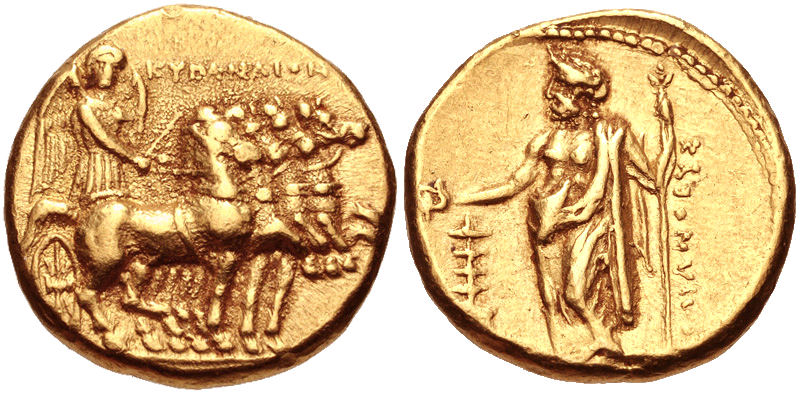
Moneda de Ofelas, en su primer mandato como gobernador ptolemaico de Cirene. Acuñadas por el magistrado Poliantes.

Las actuaciones subsiguientes de Ofelas están envueltas en gran oscuridad. Parece cierto que  Ptolomeo le puso al frente del gobierno de Cirene, mandato que probablemente continuó manteniendo en nombre de Ptolomeo hasta aproximadamente 313 a. C., año en que los cireneos se rebelaron, pero no es mencionado por Diodoro Sículo (XVIII.79) en el relato de dicha revuelta. Epeneto, almirante de Ptolomeo y el general Agis lograron sofocar la revuelta en 312 a. C. Sin embargo, no podría haber sido mucho tiempo después cuando se valió de la desafección continuada de los cireneos hacia Egipto para asumir el gobierno de Cirene como un estado independiente. Las continuas guerras en las que Ptolomeo estaba ocupado contra Antígono I Monóftalmos, y las características naturales inherentes de Cirene, que hacían difícil el asedio, le protegieron de eventuales invasiones. Parece que mantuvo su posesión indiscutible durante unos cinco años. Durante este tiempo reclutó tropas mercenarias, principalmente atenienses.
En 313 a. C., cuando se enteró de la llegada de las tropas de Agatocles de Siracusa a África, decidió unir fuerzas con él a través de embajadores y reunió una fuerza mercenaria para ayudarle contra los cartagineses. Acordaron que las conquistas de los sicilianos en África serían cedidas a Ofelas. Según Diodoro «Ofelas se había casado con Eurídice, hija de Milcíades, que fue llamado así por el jefe de los vencedores de Maratón [490 a.C.] Debido a este vínculo matrimonial y a otros signos de favor hacia la ciudad [Atenas], muchísimos atenienses se alistaron con empeño en la expedición, y entre los demás griegos, no pocos se apresuraron a tomar parte en la empresa, esperando participar en las asignaciones de tierra en la parte más rica de Libia [es decir, el norte de África] y saquear la riqueza de Cartago».
En caso de victoria, Ptolomeo recuperaría el territorio de Cartago en África y fundaría allí una colonia, y Agatocles tomaría posesión de Sicilia entera.
Ofelas se puso al frente del ejército y en una marcha de dos meses llegó a territorio cartaginés, acampó cerca de los sicilianos y fue acogido por su nuevo aliado con grandes muestras de amistad y le colmó de atenciones. Ofelas incluso adoptó a Heraclides, hijo de Agatocles. Mientras que una gran parte de las tropas de Ofelas estaban reavituallándose y no estaban presentes su guardia, fue vencido y matado en una escaramuza por Agatocles, quien quería el mando para él solo. No es improbable que Ofelas hubiera tramado un plan similar y que el tirano siracusano hubiera respondido el primero.  Sus fuerzas, sin líder, se pusieron al servicio de Agatocles. Cirene fue ocupada poco después por las tropas de Ptolomeo bajo el mando de su yerno Magas.
Polieno ofrece otra versión sobre las circunstancias de la muerte de Ofelas: 

Agatocles, enterado de que Ofelas era pederasta, le envió como rehén a su propio hijo Heraclides, que estaba en la flor de la vida, con el encargo de resistir a sus intentos durante unos cuantos días. Llegado el muchacho, el cireneo, vencido por su juventud, le rodeaba de atenciones y sólo se preocupaba de su cuidado. Agatocles, llegando de pronto con los siracusanos, mató a Ofelas, se apoderó de toda su fuerza y recuperó a su hijo sin que sufriera ultraje alguno.
Polieno, Estratagemas V.4